# 19596 Spegorlarson
19596 Spegorlarson este un asteroid din centura principală de asteroizi.

## Descriere
19596 Spegorlarson este un asteroid din centura principală de asteroizi. A fost descoperit pe 14 iulie 1999 la Socorro, New Mexico, în cadrul proiectului LINEAR. Asteroidul prezintă o orbită caracterizată de o semiaxă mare de 2,53 ua, o excentricitate de 0,07 și o înclinație de 1,9° în raport cu ecliptica.